# Heil- und Pflegeanstalt Berolinum
Die Heil- und Pflegeanstalt Berolinum, offiziell Privat-Heil- und Pflegeanstalt Berolinum, später Sanatorium Berolinum, war eine 1890 von James Fraenkel in Lankwitz eröffnete private psychiatrische Klinik. Fraenkel betrieb sie zusammen mit Albert Oliven. Das Berolinum lag beidseits der Viktoriastraße, der heutigen Leonorenstraße. 1943 bei einem Bombenangriff stark beschädigt, wurde es 1946 als Krankenhaus Lankwitz wiedereröffnet und blieb noch bis 1978 als Akutkrankenhaus bestehen. Auf dem nördlichen Areal zwischen Leonorenstraße und Teltowkanal befindet sich heute unter anderem das Pflegewohnheim Haus Leonore. Zwei der historischen Gebäude stehen noch heute.

## Geschichte
Der deutsche Mediziner James Fraenkel (1859–1935) eröffnete mit seinem Kollegen Albert Oliven (1860–1921) am 1. April 1890 die private Heil- und Pflegeanstalt Berolinum für Gemüts- und Nervenkranke. Fraenkels Bruder Max Fraenkel errichtete als Architekt beidseits der damaligen Viktoriastraße (seit 20. Mai 1937: Leonorenstraße) eine Frauen- und Männerabteilung. 1907 kamen noch ein weitläufiger Park und ein Kurhaus für Rekonvaleszenten hinzu. Damit war das Berolinum die größte private Heilanstalt in Berlin und bot 450 Männern und 50 Frauen Platz. Nur wenige Tage nach Ausbruch des Ersten Weltkrieges stellte James Fraenkel freiwillig und unentgeltlich einen großen Teil des Sanatoriums als Lazarett für die Versorgung verwundeter Soldaten zur Verfügung (Vereinslazarett Nerven-Heilstätte Berlin-Lankwitz, auch Vereinslazarett „Berolinum“ genannt).
Nach dem Ersten Weltkrieg zogen sich Fraenkel und Oliven aus der Arbeit in der Heil- und Pflegeanstalt Berolinum zurück. Zunächst verpachteten sie das Kurhaus und die Krankengebäude an den Verband der Krankenkassen von Groß-Berlin, bevor Fraenkel nach Olivens Tod diese Immobilien schließlich ab Oktober 1921 an den Verband verkaufte. Die Männerabteilung wurde ab 1919 zum Krankenhaus Lankwitz, das bis 1935 in jüdischer Hand blieb und bis spätestens 1940 weiterbetrieben wurde. Die Frauenabteilung wurde mit ihren südlich der Leonorenstraße bis Brucknerstraße (bis 1937: Lessingstraße) gelegenen villenartigen Häusern zum neuen Sanatorium „Berolinum“ unter der Leitung von James Fraenkel. Es verfügte über 80 Betten. Nach Fraenkels Tod 1935 übernahm der ab 1933 dort beschäftigte nicht-jüdische forensische Psychiater Hanns Schwarz die Leitung des Sanatoriums. Aufgrund der nationalsozialistischen Nürnberger Rassengesetze musste Schwarz 1938 die Tätigkeit aufgeben, das Sanatorium durfte nur noch jüdische Ärzte beschäftigen und jüdische Patienten behandeln. Während des Zweiten Weltkrieges wurde das südliche Areal des Sanatoriums von der Fähnrichskompanie der Kriegsmarine belegt.
In der Lankwitzer Bombennacht vom 23. zum 24. August 1943 wurde die ehemalige Frauenabteilung südlich der Leonorenstraße vollständig zerstört und die nordöstlich gelegenen Gebäude der Männerabteilung beschädigt. 1946 erfolgte die Wiedereröffnung der vormaligen Männerabteilung als Städtisches Krankenhaus Lankwitz, das 1952 in Städtisches Krankenhaus Steglitz umbenannt wurde. Auf dem Gelände wurde an der Leonorenstraße 17 von 1973 bis 1977 ein Neubau errichtet. 1978 wurde das Krankenhaus geschlossen und in eine Abteilung für Chronischkranke des Auguste-Viktoria-Krankenhauses (AVK) umgewandelt. 1996 wurde die Abteilung des AVK in das zunächst dem AVK zugehörigen Pflegewohnheim Haus Leonore umgewandelt, das heute zum kommunalen Krankenhausbetreiber Vivantes gehört.
Auf dem Gelände Leonorenstraße 17, 33 und 33A wurde infolge der europäischen Flüchtlingskrise der Jahre 2015/16 ab 2017 eine Modulare Unterkunft für Flüchtlinge mit rund 480 Wohnplätzen in einem Funktionsgebäude errichtet, deren Erstbezug 2019 erfolgt ist. Im Juli 2017 machte Vivantes eine EU-Ausschreibung zur Gebäude- und Fachplanung für einen Neubau einer stationären Pflegeeinrichtung mit gerontopsychiatrischer Ausrichtung für 180 bis 220 Pflegeplätze an der Leonorenstraße 17 öffentlich. Die erfolgte Auftragsvergabe wurde im Dezember 2017 veröffentlicht.

## Areale und Gebäude
Nordöstlich der Leonorenstraße lag die Männerabteilung. Sie überstand den Zweiten Weltkrieg und wurde 1946 als Städtisches Krankenhaus Lankwitz wiedereröffnet. Auf dem Areal Leonorenstraße 17–33, das sich im Eigentum der landeseigenen Vivantes Netzwerk für Gesundheit GmbH befindet, besteht heute u. a. das Pflegewohnheim Haus Leonore.
Die wichtigsten Gebäude nordöstlich der Leonorenstraße waren:
- Das Offene Kurhaus für Rekonvaleszenten an der Ecke Leonorenstraße/Siemensstraße (Leonorenstraße 11), kurz Kurhaus, wurde 1907 erbaut und 1913 erweitert. Es ist heute auffällig gelb gestrichen und wird seit 2008 von einem Soziotherapeutischen Wohnprojekt für chronisch psychisch kranke Patienten des Maßregelvollzugs genutzt.[8] (Lage)
- Das noch ältere Haus für männliche Pensionäre,  ein Herrenhaus genanntes dreigeschossiges Gebäude, gehörte zu den ersten Bauten des Berolinums und wurde 1908 erweitert. Es wurde 2020 abgebrochen. (Lage)
- In ähnlicher Stilistik wie das sogenannte Herrenhaus war das Gebäude „zur Behandlung von Kommunal- und Kassenpatienten“, das Kommunal-Krankenhaus. Es wurde 2017 abgebrochen.

Südwestlich der Leonorenstraße befand sich die Frauenabteilung. Jenseits der Brucknerstraße an der Siemensstraße gelegen befanden sich die Direktorenvillen der beiden Gründer. Die gesamte südwestlich der Leonorenstraße gelegene Bebauung wurde in der Lankwitzer Bombennacht vom 23. August 1943 zerstört. Nach dem Zweiten Weltkrieg wurde das Areal mit Wohnbebauung neu besiedelt.

## Persönlichkeiten

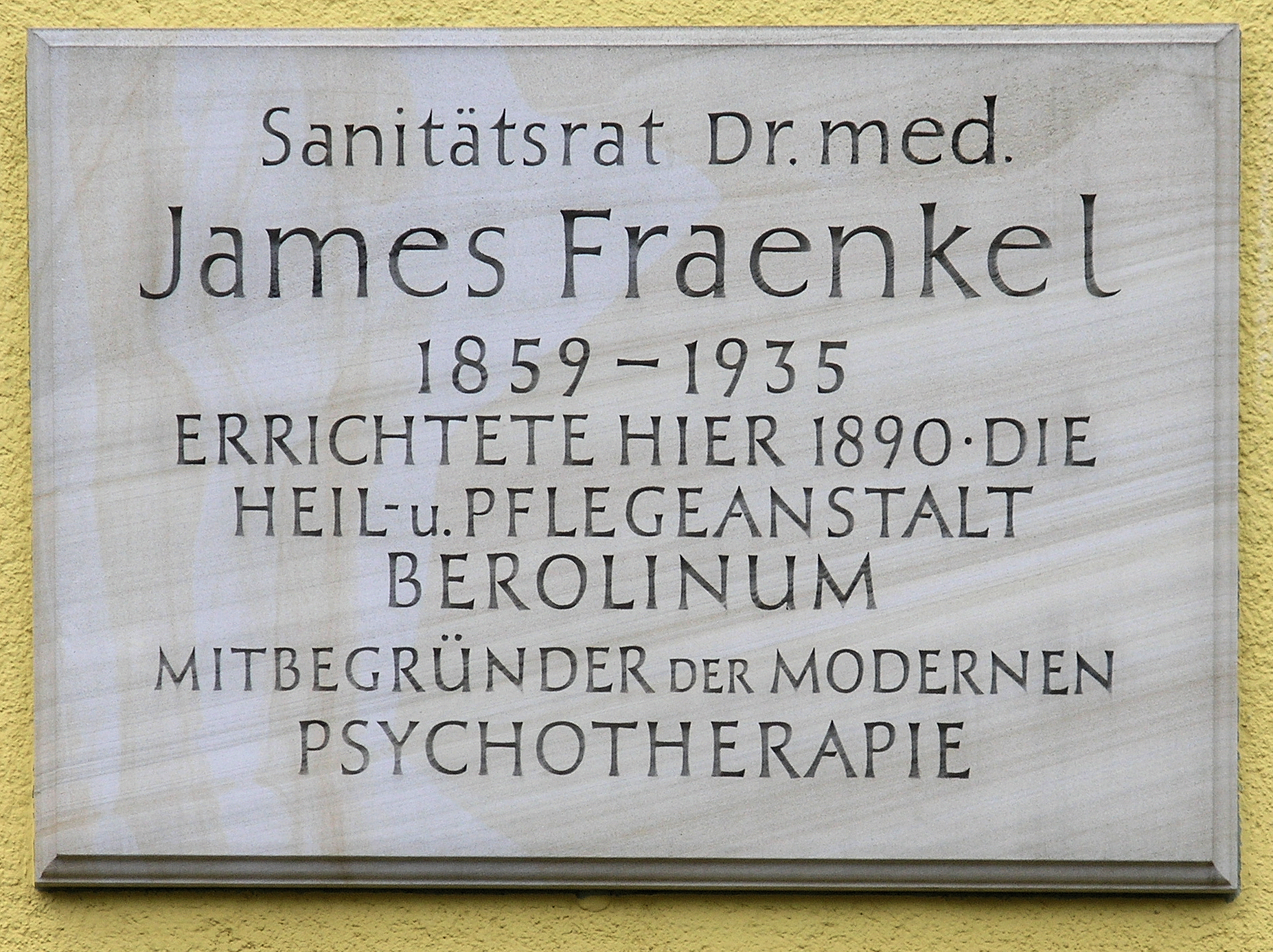
Gedenktafel für James Fraenkel am Haus Leonorenstraße 17–33

- James Fraenkel (1859–1935), Begründer und Mitbetreiber; im Jahr 2001 wurde eine Gedenktafel für Fraenkel am ehemaligen Kurhaus angebracht
- Albert Oliven (1860–1921),[9] Psychiater, Mitbetreiber
- Otto Juliusburger (1867–1952), Oberarzt 1905–1920
- Hanns Schwarz (1898–1977), Nachfolger Fraenkels als Leitender Arzt[10]
- Moritz Jastrowitz (1839–1912), Neuropsychiater, ab 1891 konsultative Tätigkeit am Berolinum, später leitende Funktion[11]
- Karen Horney (1885–1952), Psychoanalytikerin, 1914–1918 im Berolinum tätig[12]
- Emilie Kempin-Spyri (1853–1901), Schweizer Juristin, im September 1897 wegen Geisteskrankheit ins Berolinum eingewiesen[13]